# Cerkiew Barnovschi
Cerkiew Barnovschi, wł. cerkiew Zaśnięcia Matki Bożej – prawosławna cerkiew w Jassach, dawniej monasterska, następnie parafialna, w jurysdykcji archieparchii Jass Rumuńskiego Kościoła Prawosławnego.

## Historia
Inicjatorem budowy świątyni był hospodar Mołdawii Miron Barnowski-Mohyła oraz jego matka Helena (następnie mniszka Elżbieta). Rozpoczął on wznoszenie monasteru Zaśnięcia Matki Bożej w 1627. Fundator zapisał wspólnocie mniszej, która miała zamieszkać przy cerkwi, wsie Toporăuți (ob. Toporiwci na Bukowinie ukraińskiej) i Șipote. W 1629 Miron Barnowski-Mohyła został pozbawiony tronu i musiał uciekać do Polski.
W 1633 hospodar po powrocie na tron został wezwany do Konstantynopola, a tam uwięziony, a następnie ścięty. Przebywając w więzieniu sułtańskim, spisał testament. Polecił w nim Iancu Costinowi oraz kanclerzowi Mateiowi Gavrilaşowi sprzedaż jego dóbr w Polsce, by zdobyć w ten sposób fundusze na kontynuowanie prac budowlanych przy dwóch cerkwiach w Jassach, których budowę zapoczątkował (drugą była cerkiew Ścięcia Głowy św. Jana Chrzciciela) oraz cerkwi w Toporăuți i Liov. Gdy Bazyli Lupu sprowadził zwłoki hospodara do Mołdawii, według relacji Pawła z Aleppo pochowano je właśnie w monasterze nazwanym nieformalnie nazwiskiem hospodara, a nie w monasterze Dragomirna, jak życzył sobie tego Miron Barnowski-Mohyła. Prawdopodobne miejsce pochówku hospodara zostało odnalezione podczas prac archeologicznych w 1998. Paweł z Aleppo zapisał ponadto, że w nawie cerkwi znajdował się portret straconego hospodara. Również za czasów Bazylego Lupu, po pożarze, zmieniono pierwotny kształt dachu cerkwi.
W XVIII w. powiększono budowlę o przedsionek w stylu barokowym. Pewnych modyfikacji oryginalnej bryły budynku dokonywano również w 1786, 1836 (po kolejnym pożarze) i 1880. Cerkiew Barnovschi i sąsiadujące z nią obiekty pełniły również funkcję rezydencji starożytnych patriarchów prawosławnych na wypadek ich przybycia na ziemie mołdawskie. Jak wskazuje zachowany Pomiannik z 1835, w świątyni stale modlono się za dusze nie tylko hospodarów mołdawskich, ale i 18 takich hierarchów z okresu tureckiego panowania w Mołdawii. 
W 1994 cerkiew była remontowana.

## Architektura

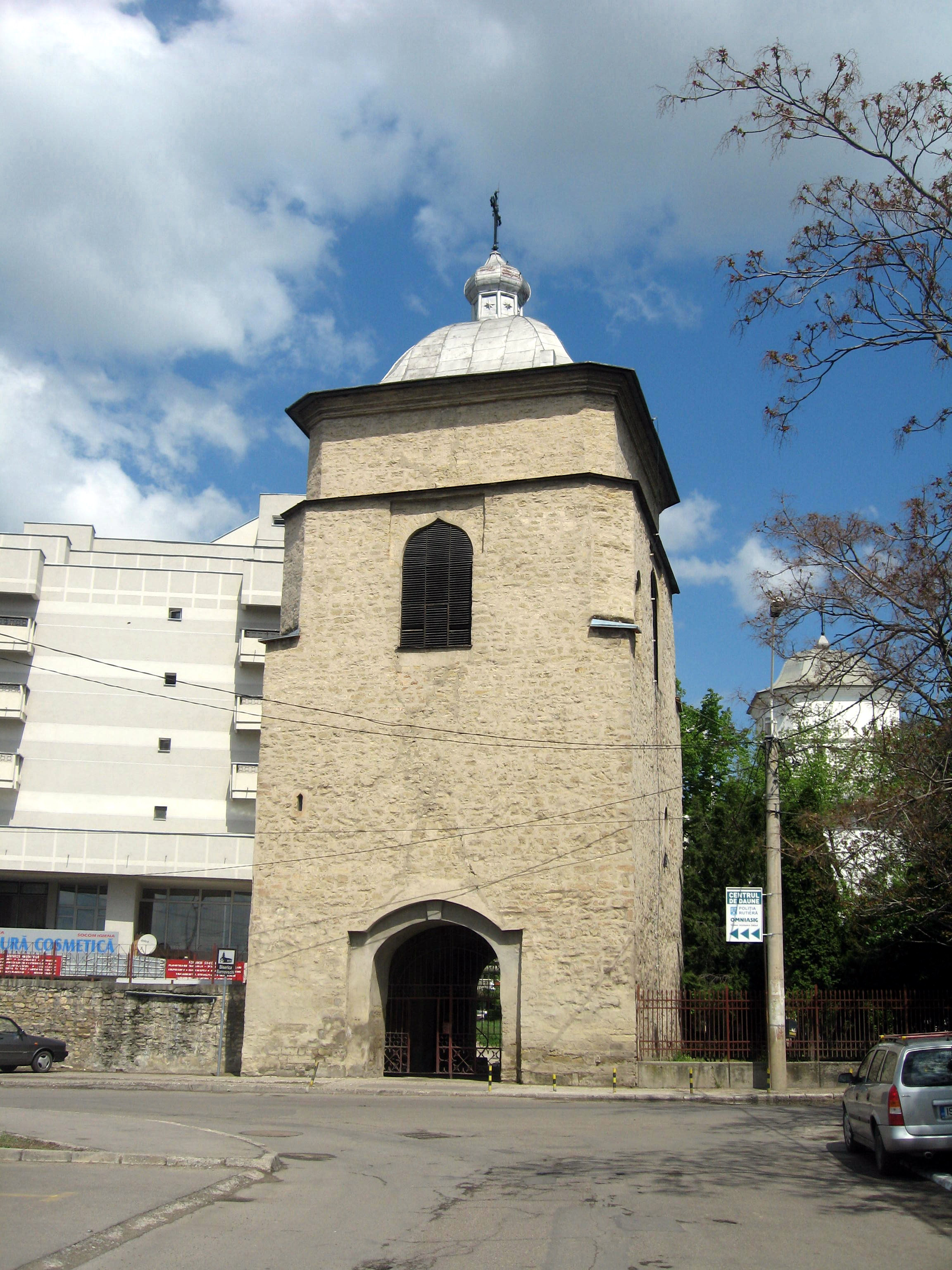
Dzwonnica cerkiewna

Według opisu Pawła z Aleppo świątynia pierwotnie dzieliła się na zamknięty przedsionek, przednawie, nawę i pomieszczenie ołtarzowe. W XVIII w. układ budowli zmienił się, gdyż dobudowano do niej barokowy otwarty przedsionek (egzonarteks). Zburzono również ścianę pierwotnie dzielącą przednawie i nawę, tworząc jedną większą przestrzeń. Cerkiew posiada dwa ołtarze: główny Zaśnięcia Matki Bożej oraz boczny Świętych Joachima i Anny. Freski we wnętrzu świątyni pochodzą z 1880; zastąpiły one starszą dekorację z 1653. Starsze od fresków są niektóre przechowywane w obiekcie ikony. W cerkwi znajduje się również płyta nagrobna z postacią Chrystusa w grobie, którą Miron Barnowski-Mohyła najprawdopodobniej ufundował dla swojej matki.
Ikonostas w cerkwi powstał w 1788 i został wykonany z drewna. Ma siedem metrów wysokości i składa się z 40 ikon, w większości z II połowy XVIII wieku. Starsze są wizerunek Chrystusa Pantokratora wykonany w 1676, ikona patronalna oraz ikona św. Mikołaja z 1734. W osobnym kiocie dla kultu wystawiona jest ikona św. Anny z dzieckiem-Marią w ramionach z 1625.
Pierwotnie kompleks cerkiewny, w którego skład wchodziły także budynek mieszkalny dla mnichów, dom ihumena oraz pomieszczenia gospodarcze i gościnne, otoczony był murem. W odległości ok. 50 metrów od cerkwi, pierwotnie w południowej części zespołu klasztornego, znajduje się wolno stojąca kamienna dzwonnica wzniesiona w połowie XVII w., pełniąca pierwotnie również funkcję bramy wjazdowej. Na dzwonnicy, w pomieszczeniu, do którego prowadzą spiralne schody, znajdują się trzy dzwony, z czego dwa ufundowane przez Mirona Barnowskiego-Mohyłę w 1628. Na większym odlano inskrypcję cerkiewnosłowiańską oraz łacińską – początek psalmu 141. Na drugim, mniejszym dzwonie widnieje cerkiewnosłowiańska inskrypcja „Chwalitie Gospoda wo głasie trubnie” oraz informacja o fundatorze. Pozostałe budynki dawnego monasteru już na początku XX w. były opisywane jako zrujnowane, a dom ihumena już wówczas nie istniał. Resztki zabudowań monasteru zniszczono podczas prac nad przebudową centrum Jass w 1983.